# Musée de San Isidro
Le musée de San Isidro (en espagnol Museo de San Isidro), appelé aussi Les Origines de Madrid (en espagnol los Orígenes de Madrid), est une institution culturelle de la Mairie de Madrid, en Espagne. Il est situé au 2 de la Plaza de San Andrés (es) et il est inauguré le 15 mai 2000 par José María Álvarez del Manzano, alors maire de Madrid.
La collection permanente provient principalement de l'Institut archéologique de Madrid et du musée d'histoire de Madrid. Il retrace l'histoire de la ville depuis la Préhistoire jusqu'à l'établissement de la Cour espagnol à travers des pièces archéologiques, des maquettes et des gravures.